# Salleh Said Keruak

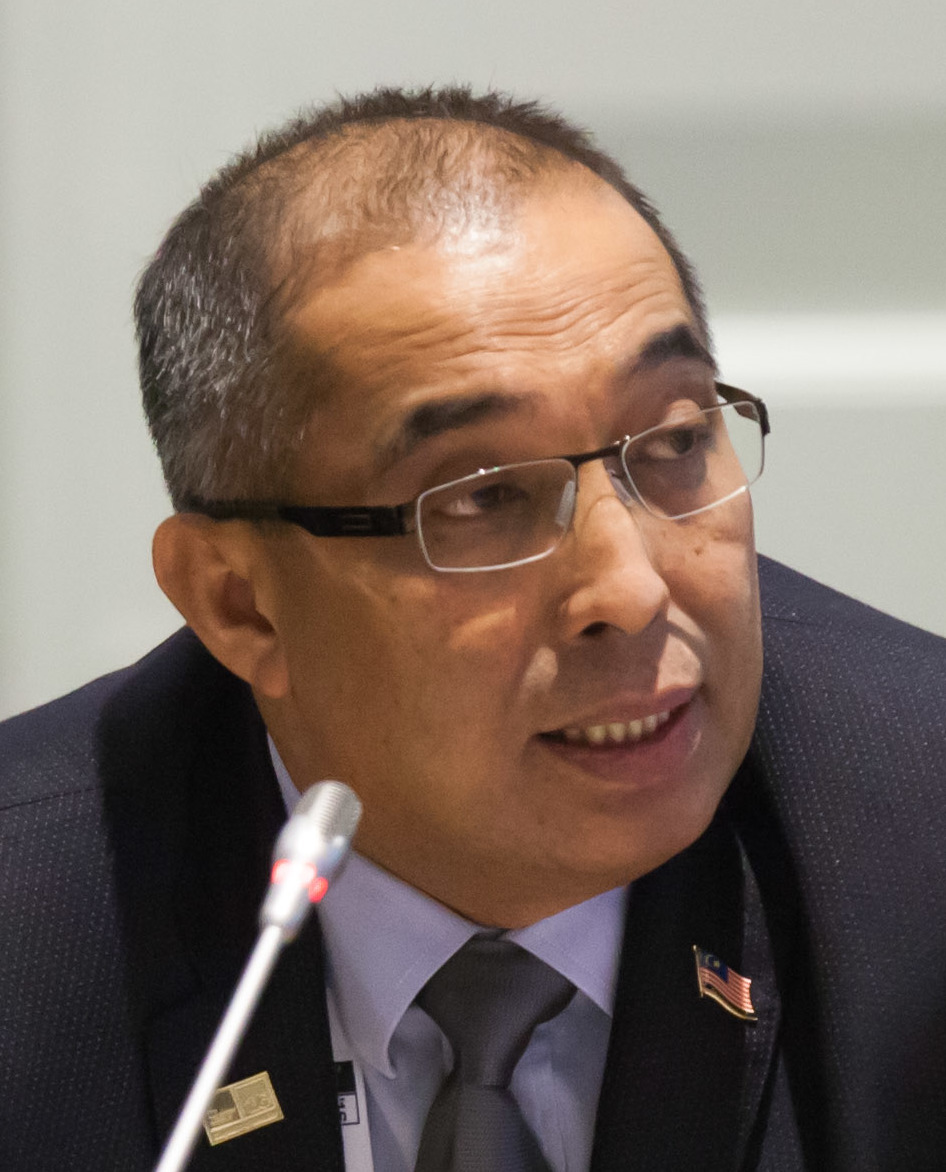

Honourable Yang Berhomat Datuk Seri Panglima Salleh Said Keruak, SPDK (* 9. Juli 1957 in Kota Belud) ist ein malaysischer Politiker (UMNO). Er war von Dezember 1994 bis Mai 1996 Ministerpräsident des Bundesstaats Sabah, von 2010 bis 2015 Sprecher der Gesetzgebenden Versammlung von Sabah und von 2015 bis 2018 Mitglied des malaysischen Senats sowie Minister für Kommunikation und Medien.

## Leben
Salleh Said Keruak wurde als Mohd. Salleh bin Mohd. Said in Kota Belud geboren. Er absolvierte zunächst in Kanada einen Bachelorstudiengang in Politikwissenschaften an der Simon Fraser University und erlangte anschließend einen Master of Science im Studiengang „Staatswesen und Politik“ (Governmental and Political Studies) an der Universiti Putra Malaysia.
Salleh ist mit Raya Erom verheiratet und hat zwei Söhne und zwei Töchter.

## Politische Karriere
Nach Abschluss seines Studiums arbeitete er zunächst als District Officer des Kota Belud Districts.
Bis zum Jahr 1991 gehört Salleh zunächst der Partei Parti Bersatu Sabah (PBS) an. Nach seinem Austritt aus der PBS trat er am 30. April 1991 der in der Koalitionsregierung Barisan Nasional mitwirkenden Partei United Malays National Organisation (UMNO) bei. Im Kabinett des Bundesstaates hatte er über die Jahre verschiedene Ämter inne, unter anderem Finanzminister, Minister für Kommunalverwaltung und Wohnungswesen und Stellvertretender Ministerpräsident.
Am 28. Dezember 1994 ernannte ihn der Premierminister von Malaysia, Mahathir Mohamad, zum 9. Ministerpräsidenten des Bundesstaats Sabah. Er folgte damit Sakaran Dandai im Amt. Seine Amtszeit endete am 26. Mai 1996; sein Nachfolger war der Vorsitzende der Partei SAPP, Yong Teck Lee.
Am 4. Januar 2010 ernannte ihn Musa Aman zum Berater für Wissenschaft und Technologie im Rang eines Ministers. Er folgte in dieser Funktion Tham Nyip Shen nach, der ebenfalls vormals Stellvertretender Ministerpräsident war.
Am 12. Januar 2011 wurde er zum Sprecher der Gesetzgebenden Versammlung von Sabah ernannt.
In seiner Partei UMNO ist er derzeit Stellvertretender Verbindungsmann für das Gebiet Sabah (Sabah Liaison Deputy Chairman). Er ist außerdem Vorsitzender der Sabah United Bajau Organisation (USBO).

## Mitwirkung in Verbänden
Am 1. Januar 201 wurde Salleh durch den Bundesminister für Information, Kommunikation und Kultur, Dr. Rais Yatim, zum Vorsitzenden der National Film Development Corporation Malaysia (FINAS) berufen.

## Auszeichnungen und Ehrungen
Nach seiner Ernennung zum Ministerpräsidenten, wurde er mit dem Grand Commander of the Order of Kinabalu (SPDK) ausgezeichnet. Diese Ehrung beinhaltet das Recht, den Titel Datuk Seri Panglima im Namen zu führen.